# Ayer y hoy (película)
 Ayer y hoy es una película argentina en blanco y negro dirigida por Enrique Susini sobre guion de José B. Cairola y Ricardo Gutiérrez según un cuento de este aparecido en La Prensa, que se estrenó el 25 de mayo de 1934 y que tuvo como protagonistas a Miguel Faust Rocha y Alicia Vignoli.

## Sinopsis
Dos mujeres de la misma familia, una de 1830 y otra de 1930, la primera sujeta al rigor de las costumbres de su época y la otra en un ambiente de independencia y libertad.

## Reparto
Participaron en el filme los siguientes intérpretes:
- Iván Caseros
- Mario Danesi
- Victoria Garabato
- Miguel Faust Rocha
- José Rondinella
- Alicia Vignoli
- Juan Carlos Torres
- Karlo Roese

## Comentarios
La crónica del diario La Prensa dijo:

”Asunto y dirección son los dos únicos aspectos que acusan fallas en el complejo de la película…en otros aspectos puede sufrir sin desmedro el parangón con el tipo standard de la producción extranjera que tiene largos años de actividad y los múltiples recursos y experiencia…Por eso decimosque es una producción altamente satisfactoria”

Por su parte el crítico Domingo Di Núbila escribió que la película “fue un fracaso que se convirtió en éxito para su productora, porque llamó la atención sobre fallas de las que no se tenía conciencia e indicó de la necesidad de contar con un creador de películas que conociera al público. La técnica no era la cosa”.